# Bourride
Il bourride è un piatto di pesce di mare, simile al bouillabaisse, nativo della Provenza e della Linguadoca. È particolarmente noto a Sète (Hérault).
Il termine bourride è preso dal provenzale bourrido, che è derivata da boulido, bollito.
È preparato con pesce bianco, tra cui la rana pescatrice (nome mediterraneo della coda di rospo), che vengono cotti a vapore. Poi nella casseruola viene aggiunta verdura cotta a dadini (sedano, porri, carote, cipolle, ecc.). Si aggiunge poi maionese e olio d'oliva. Il tutto è portato sul tavolo insieme con crostini strofinati con aglio.
Simile come nome, ma di differente preparazione, è la zuppa di pesce ligure chiamata buridda.